# Symblepharis guizhouensis
Symblepharis guizhouensis är en bladmossart som beskrevs av B. C. Tan et al. 1994. Symblepharis guizhouensis ingår i släktet Symblepharis och familjen Dicranaceae. Inga underarter finns listade i Catalogue of Life.